# Foky Zsigmond
Báró dasztifalvi Foky Zsigmond (Kányavár, Zala vármegye, 1770. május 3. – Rábahídvég, Vas vármegye, 1823. augusztus 7.) zalai ezredeskapitány az 1809-es Napóleoni háborúkban, huszár őrnagy, Katonai Mária Terézia-rend lovagja.

## A családja és származása
A Zala- és Vas megyei nemesi származású Foky család sarja. Apja nemes Foky Benedek (1731–1779), kapitány, földbirtokos, anyja Petermon Elisabeth volt. Az apai nagyszülei nemes Foky László (1687–1762), rábahídvégi, bázai földbirtokos, és hertelendi Hertelendy Teréz úrnő voltak. Az apai nagyapai dédszülei nemes Foky János (fl. 1697–†1729), Vas vármegye alispánja 1724 és 1729 között, zalai és vasi földbirtokos, a keszői vár kapitánya és kisbarnaki Farkas Judit (fl. 1687–1702) asszony voltak. Az apai nagyanyai dédszülei hertelendi Hertelendy Boldizsár, földbirtokos, és koronghi Lippich Erzsébet (1671–1751) voltak.  Az apai nagyapjának az egyik fivére Foky Benedek (1697–1753) vasvári olvasókanonok, a tatai apát; a leánytestvére Foky Judit (1700–†?), akinek a férje nemes Sümeghy Mihály (fl. 1716–1727), Zala vármegye főjegyzője, földbirtokos volt. Foky Zsigmond fivére dasztifalvi Foky Ferenc (1777–1809), 1809-ben inszurgens kapitány; nagybátyja nemes Foky Ferenc (1743–1773), királyi testőr, főhadnagy volt. Foky Zsigmond bárónak a leánytestvére Foky Erzsébet (1772–1828), aki felsőszopori Etényi Ferenc (1761–1811) földbirtokosnak a házastársa lett; frigyükből egyedül Etényi Jozefa született, akinek a férje balatonfüredi Varga Lajos (1801–1864) főszolgabíró, földbirtokos volt.

## Élete
Korán árvaságra jutott. Fiatalkorában a katonai pályát választotta, majd 1796-ban a franciák ellen Amberg, Würzburg és Aschaffenberg mellett kitüntetve magát, a Katonai Mária Terézia-rend lovagkeresztjét nyerte el, aminek folytán báróságra emelte a király. Huszár kapitányi és végül őrnagyi rangra jutott, végül 1806-ban nyugalomba vonult. Nyugalomba vonulásának ellenére, az 1809-es Napóleon elleni harcokban vett részt; az Andrássy-dandárban, siklósi báró Andrássy János vezérőrnagy vezetése alatt szolgált, Zalai lovasezredet vezetve ezredeskapitányként.
1823. augusztus 7-én hunyt el Rábahídvégen a családi birtokon, feleség és gyermekek nélkül.